# Liao Hui
Liao Hui (5 de outubro de 1987, em Xiantao) é um halterofilista chinês campeão mundial e olímpico.
Na IWF World Cup de 2007 (em português:  Copa do Mundo da Federação Internacional de Halterofilismo), em Apia, Liao Hui levantou 145 kg no arranque e definiu um recorde mundial para juniores — 190 kg no arremesso, na categoria até 69 kg, concluindo com 335 kg no total combinado.
Participou dos Jogos Olímpicos de Pequim 2008; na categoria até 69 kg, conseguiu a marca de 348 kg no total (158+190), o que lhe garantiu o ouro.
Liao Hui foi campeão mundial em 2009, em Goyang (346 kg — 160+186), tornando-se o 400º campeão desde o começo dos campeonatos mundiais de halterofilismo.
No Campeonato Mundial de 2010, em Antália, Liao Hui inicialmente terminara como vencedor e definira dois recordes mundiais. Nesse campeonato, Liao Hui levantou 160 kg no arranque, mas ficara em segundo lugar na prova, pois o turco Mete Binay levantou essa mesma marca, mas era 100 g mais leve. Entretanto, Liao Hui definira novo recorde mundial no arremesso — 198 kg, superando a marca de seu compatriota Zhang Guozheng em 0,5 kg, concluindo também com um recorde mundial no total (358 kg), o que lhe garantira o ouro, a frente do romeno Ninel Miculescu (337 — 157+180) e de Binay (335). Mas, um ano depois, foi constatado doping de Liao Hui e de Miculescu; os recordes de Hui foram anulados e suspenso pela Federação Internacional de Halterofilismo das competições de seu calendário até setembro de 2014 e o campeão de 2010 na categoria até 69 kg foi Mete Binay.
Liao Hui pode voltar a competir no mundial de 2013 —ele conseguiu as mesmas marcas do campeonato de 2010, sendo então novos recordes da categoria até 69 kg (198 kg no arremesso e 358 kg no total). No mundial de 2014 ele superou o recorde de Gueorgui Markov no arranque em 1 kg — levantou 166 kg —, e levantou 359 kg no total.
Quadro de resultados

| Ano                    | Lugar                 | Categoria       | Marca (kg) / pos. | Marca (kg) / pos. | Marca (kg) / pos. |
| Ano                    | Lugar                 | Categoria       | Arranque          | Arremesso         | Total             |
| Jogos Olímpicos        | Jogos Olímpicos       | Jogos Olímpicos | Jogos Olímpicos   | Jogos Olímpicos   | Jogos Olímpicos   |
| ---------------------- | --------------------- | --------------- | ----------------- | ----------------- | ----------------- |
| 2008                   | Pequim, China         | –69 kg          | 158 / 1           | 190 / 1           | 348 /             |
| Campeonato mundiais    |                       |                 |                   |                   |                   |
| 2009                   | Goyang, Coreia do Sul | –69 kg          | 160 /             | 186 /             | 346 /             |
| 2010                   | Antália, Turquia      | –69 kg          | 160 / DSQ         | 198 / DSQ         | 358 / DSQ         |
| 2013                   | Breslávia, Polônia    | –69 kg          | 160 /             | 198 /             | 358 /             |
| 2014                   | Almati, Cazaquistão   | –69 kg          | 166 /             | 193 /             | 359 /             |
| University World Cup   |                       |                 |                   |                   |                   |
| 2007                   | Lima, Peru            | –69 kg          | 145 /             | 180 /             | 325 /             |
| Jogos da Ásia Oriental |                       |                 |                   |                   |                   |
| 2009                   | Hong Kong, China      | –77 kg          | 155 / 1           | 196 / 2           | 351 /             |
| IWF World Cup          |                       |                 |                   |                   |                   |
| 2007                   | Apia, Samoa           | –69 kg          | 145 /             | 190 /             | 335 /             |
| IWF World Prix         |                       |                 |                   |                   |                   |
| 2015                   | Fuzhou, China         | –77 kg          | 170 /             | 190 /             | 360 /             |